# Lista över trigonometriska identiteter

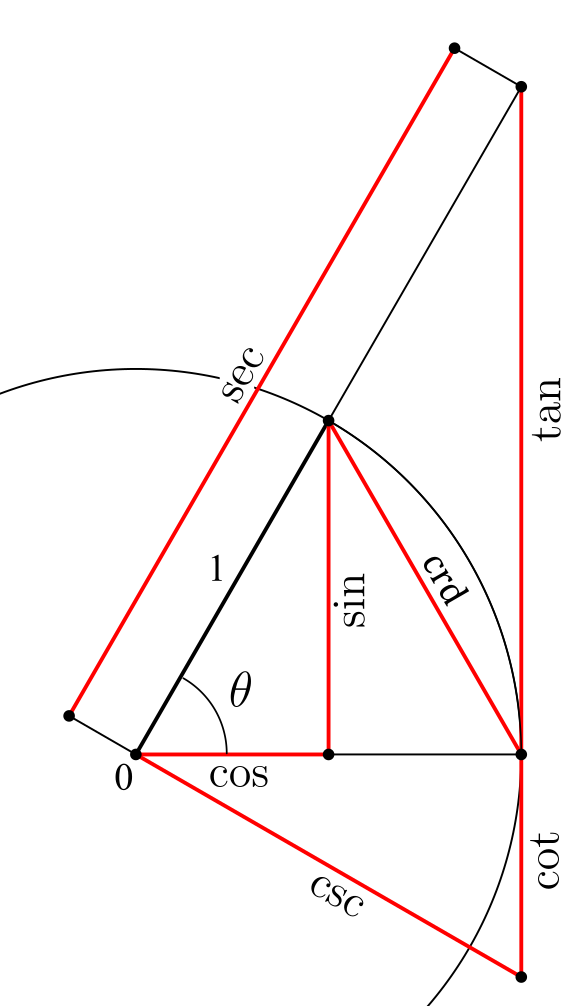
De trigonometriska funktionerna för en vinkel θ kan konstrueras geometriskt med hjälp av en enhetscirkel

Lista över trigonometriska identiteter är en lista av ekvationer som involverar trigonometriska funktioner och som är sanna för varje enskilt värde av de förekommande variablerna. De skiljer sig från triangelidentiteter, vilka är identiteter som potentiellt involverar vinklar, men även omfattar sidolängder eller andra längder i en triangel. Endast de förstnämnda behandlas i denna artikel.
Identiteterna är användbara när uttryck som involverar trigonometriska funktioner måste förenklas. En viktig tillämpning är integration av icke-trigonometriska funktioner: en vanlig teknik är att först göra en substitution med en trigonometrisk funktion och sedan förenkla resultatet med hjälp av en trigonometrisk identitet.

## Grundläggande

### Funktioner
{\displaystyle \cos(x)=\sin \left(x+{\frac {\pi }{2}}\right)}
{\displaystyle \tan(x)={\frac {\sin(x)}{\cos(x)}}}
{\displaystyle \cot(x)={\frac {\cos(x)}{\sin(x)}}=\tan({\frac {\pi }{2}}-x)}
{\displaystyle \sec(x)={\frac {1}{\cos(x)}}}
{\displaystyle \csc(x)={\frac {1}{\sin(x)}}}

### Perioder
Sinus, cosinus, sekant och cosekant har perioden 2π. Tangens och cotangens har perioden π. Om k är ett heltal gäller:
{\displaystyle {\begin{aligned}\sin(x)&=\sin(x+2k\pi )\\\cos(x)&=\cos(x+2k\pi )\\\tan(x)&=\tan(x+k\pi )\\\cot(x)&=\cot(x+k\pi )\\\sec(x)&=\sec(x+2k\pi )\\\csc(x)&=\csc(x+2k\pi )\\\end{aligned}}}

### Symmetri
{\displaystyle {\begin{aligned}\sin(-x)&=-\sin(x)&\sin \left({\cfrac {\pi }{2}}-x\right)&=\cos(x)&\sin \left(\pi -x\right)&=+\sin(x)\\\cos(-x)&=+\cos(x)&\cos \left({\cfrac {\pi }{2}}-x\right)&=\sin(x)&\cos \left(\pi -x\right)&=-\cos(x)\\\tan(-x)&=-\tan(x)&\tan \left({\cfrac {\pi }{2}}-x\right)&=\cot(x)&\tan \left(\pi -x\right)&=-\tan(x)\\\cot(-x)&=-\cot(x)&\cot \left({\cfrac {\pi }{2}}-x\right)&=\tan(x)&\cot \left(\pi -x\right)&=-\cot(x)\\\sec(-x)&=+\sec(x)&\sec \left({\cfrac {\pi }{2}}-x\right)&=\csc(x)&\sec \left(\pi -x\right)&=-\sec(x)\\\csc(-x)&=-\csc(x)&\csc \left({\cfrac {\pi }{2}}-x\right)&=\sec(x)&\csc \left(\pi -x\right)&=+\csc(x)\\\end{aligned}}}
En funktion f(x) kallas udda om f(-x) = -f(x) och kallas jämn om f(-x) = f(x). Till exempel är cosinusfunktionen jämn och sinus- och tangensfunktionerna är udda.

### Förskjutningar
{\displaystyle {\begin{aligned}\sin \left(x+{\cfrac {\pi }{2}}\right)&=+\cos(x)&\sin \left(x+\pi \right)&=-\sin(x)\\\cos \left(x+{\cfrac {\pi }{2}}\right)&=-\sin(x)&\cos \left(x+\pi \right)&=-\cos(x)\\\tan \left(x+{\cfrac {\pi }{2}}\right)&=-\cot(x)&\tan \left(x+\pi \right)&=+\tan(x)\\\end{aligned}}}

## Samband för en vinkel

### Trigonometriska ettan
{\displaystyle \sin ^{2}(x)+\cos ^{2}(x)=1}
{\displaystyle \sin(x)=\pm {\sqrt {1-\cos ^{2}(x)}}}
{\displaystyle \cos(x)=\pm {\sqrt {1-\sin ^{2}(x)}}}

#### Relaterade identiteter
{\displaystyle 1+\tan ^{2}\theta =\sec ^{2}\theta }
{\displaystyle 1+\cot ^{2}\theta =\csc ^{2}\theta }

### Dubbla vinkeln
{\displaystyle {\begin{aligned}\sin(2x)&=2\sin(x)\cos(x)\\\cos(2x)&=\cos ^{2}(x)-\sin ^{2}(x)=\\&=2\cos ^{2}(x)-1=\\&=1-2\sin ^{2}(x)\\\tan(2x)&={\frac {2\tan(x)}{1-\tan ^{2}(x)}}\\\cot(2x)&={\frac {\cot(x)-\tan(x)}{2}}\\\end{aligned}}}

### Tredubbla vinkeln
{\displaystyle {\begin{aligned}\sin(3x)&=3\sin(x)-4\sin ^{3}(x)\\\cos(3x)&=4\cos ^{3}(x)-3\cos(x)\\\tan(3x)&={\frac {3\tan(x)-\tan ^{3}(x)}{1-3\tan ^{2}(x)}}\\\cot(3x)&={\frac {\cot ^{3}(x)-3\cot(x)}{3\cot ^{2}(x)-1}}\\\end{aligned}}}

### Halva vinkeln
{\displaystyle {\begin{aligned}\sin ^{2}\left({\frac {x}{2}}\right)&={\frac {1-\cos(x)}{2}}\\\cos ^{2}\left({\frac {x}{2}}\right)&={\frac {1+\cos(x)}{2}}\\\tan \left({\frac {x}{2}}\right)&={\frac {\sin(x)}{1+\cos(x)}}&=\\&={\frac {1-\cos(x)}{\sin(x)}}\\\tan ^{2}\left({\frac {x}{2}}\right)&={\frac {1-\cos(x)}{1+\cos(x)}}\\\cot \left({\frac {x}{2}}\right)&={\frac {\sin(x)}{1-\cos(x)}}&=\\&={\frac {1+\cos(x)}{\sin(x)}}\\\cot ^{2}\left({\frac {x}{2}}\right)&={\frac {1+\cos(x)}{1-\cos(x)}}\\\end{aligned}}}

### Potenser
{\displaystyle \sin ^{2}\theta ={\frac {1-\cos 2\theta }{2}}}
{\displaystyle \cos ^{2}\theta ={\frac {1+\cos 2\theta }{2}}}
{\displaystyle \sin ^{2}\theta \cos ^{2}\theta ={\frac {1-\cos 4\theta }{8}}}
{\displaystyle \sin ^{3}\theta ={\frac {3\sin \theta -\sin 3\theta }{4}}}
{\displaystyle \cos ^{3}\theta ={\frac {3\cos \theta +\cos 3\theta }{4}}}
{\displaystyle \sin ^{3}\theta \cos ^{3}\theta ={\frac {3\sin 2\theta -\sin 6\theta }{32}}}
{\displaystyle \sin ^{4}\theta ={\frac {3-4\cos 2\theta +\cos 4\theta }{8}}}
{\displaystyle \cos ^{4}\theta ={\frac {3+4\cos 2\theta +\cos 4\theta }{8}}}
{\displaystyle \sin ^{4}\theta \cos ^{4}\theta ={\frac {3-4\cos 4\theta +\cos 8\theta }{128}}}
{\displaystyle \sin ^{5}\theta ={\frac {10\sin \theta -5\sin 3\theta +\sin 5\theta }{16}}}
{\displaystyle \cos ^{5}\theta ={\frac {10\cos \theta +5\cos 3\theta +\cos 5\theta }{16}}}
{\displaystyle \sin ^{5}\theta \cos ^{5}\theta ={\frac {10\sin 2\theta -5\sin 6\theta +\sin 10\theta }{512}}}

## Samband för två vinklar
{\displaystyle {\begin{aligned}\sin(x\pm y)&=\sin(x)\cos(y)\pm \cos(x)\sin(y)\\\cos(x\pm y)&=\cos(x)\cos(y)\mp \sin(x)\sin(y)\\\tan(x\pm y)&={\frac {\tan(x)\pm \tan(y)}{1\mp \tan(x)\tan(y)}}\\\cot(x\pm y)&={\frac {\cot(x)\cot(y)\mp 1}{\cot(y)\pm \cot(x)}}\\\end{aligned}}}
Observera att {\displaystyle \pm } och {\displaystyle \mp } är olika tecken. Till exempel är cos(x + y) = cos(x)cos(y) - sin(x)sin(y) medan cos(x - y) = cos(x)cos(y) + sin(x)sin(y). 
{\displaystyle {\begin{aligned}{\frac {\sin(x)-\sin(y)}{\sin(x)+\sin(y)}}&={\cfrac {\tan {\cfrac {x-y}{2}}}{\tan {\cfrac {x+y}{2}}}}\\{\frac {\cos(x)-\cos(y)}{\cos(x)+\cos(y)}}&=-\tan \left({\cfrac {x+y}{2}}\right)\tan \left({\cfrac {x-y}{2}}\right)\\{\frac {\tan(x)-\tan(y)}{\tan(x)+\tan(y)}}&={\cfrac {\sin(x-y)}{\sin(x+y)}}\\{\frac {\cot(x)-\cot(y)}{\cot(x)+\cot(y)}}&=-{\cfrac {\sin(x-y)}{\sin(x+y)}}\\\end{aligned}}}

### Summor
{\displaystyle {\begin{aligned}\sin(x)+\sin(y)&=2\sin \left({\frac {x+y}{2}}\right)\cos \left({\frac {x-y}{2}}\right)\\\cos(x)+\cos(y)&=2\cos \left({\frac {x+y}{2}}\right)\cos \left({\frac {x-y}{2}}\right)\\\tan(x)+\tan(y)&={\frac {\sin(x+y)}{\cos(x)\cos(y)}}\\\cot(x)+\cot(y)&={\frac {\sin(x+y)}{\sin(x)\sin(y)}}\\\end{aligned}}}

### Differenser
{\displaystyle {\begin{aligned}\sin(x)-\sin(y)&=2\cos \left({\frac {x+y}{2}}\right)\sin \left({\frac {x-y}{2}}\right)\\\cos(x)-\cos(y)&=-2\sin \left({\frac {x+y}{2}}\right)\sin \left({\frac {x-y}{2}}\right)\\\tan(x)-\tan(y)&={\frac {\sin(x-y)}{\cos(x)\cos(y)}}\\\cot(x)-\cot(y)&=-{\frac {\sin(x-y)}{\sin(x)\sin(y)}}\\\end{aligned}}}

### Produkter
{\displaystyle {\begin{aligned}\sin \left(x\right)\sin \left(y\right)&={\cos \left(x-y\right)-\cos \left(x+y\right) \over 2}\\\sin \left(x\right)\cos \left(y\right)&={\sin \left(x-y\right)+\sin \left(x+y\right) \over 2}\\\cos \left(x\right)\cos \left(y\right)&={\cos \left(x-y\right)+\cos \left(x+y\right) \over 2}\\\end{aligned}}}

## Inversa funktioner

### Samband för en vinkel
{\displaystyle {\begin{aligned}\sin(\arcsin(x))&=x&\quad \cos(\arccos(x))&=x\\\tan(\arctan(x))&=x&\quad \cot(\operatorname {arccot}(x))&=x\\\sec(\operatorname {arcsec}(x))&=x&\quad \csc(\operatorname {arccsc}(x))&=x\\\end{aligned}}}
{\displaystyle {\begin{aligned}\arcsin(\sin(x))&=x,{\mbox{ för }}-\pi /2\leq x\leq \pi /2\\\arccos(\cos(x))&=x,{\mbox{ för }}0\leq x\leq \pi \\\arctan(\tan(x))&=x,{\mbox{ för }}-\pi /2<x<\pi /2\\\operatorname {arccot}(\cot(x))&=x,{\mbox{ för }}0<x<\pi \\\operatorname {arcsec}(\sec(x))&=x,{\mbox{ för }}0\leq x<\pi /2{\mbox{ eller }}\pi /2<x\leq \pi \\\operatorname {arccsc}(\csc(x))&=x,{\mbox{ för }}-\pi /2\leq x<0{\mbox{ eller }}0<x\leq \pi /2\\\end{aligned}}}

#### Kompletterande
{\displaystyle {\begin{aligned}\arccos(x)&={\frac {\pi }{2}}-\arcsin(x)\\\operatorname {arccot}(x)&={\frac {\pi }{2}}-\arctan(x)\\\operatorname {arccsc}(x)&={\frac {\pi }{2}}-\operatorname {arcsec}(x)\\\end{aligned}}}

#### Likheter för negativa argument
{\displaystyle {\begin{aligned}\arcsin(-x)&=-\arcsin(x)\\\arccos(-x)&=\pi -\arccos(x)\\\arctan(-x)&=-\arctan(x)\\\operatorname {arccot}(-x)&=\pi -\operatorname {arccot}(x)\\\operatorname {arcsec}(-x)&=\pi -\operatorname {arcsec}(x)\\\operatorname {arccsc}(-x)&=-\operatorname {arccsc}(x)\\\end{aligned}}}

#### Reciproka funktioner
{\displaystyle {\begin{aligned}\arccos {\frac {1}{x}}&=\operatorname {arcsec}(x)\\\arcsin {\frac {1}{x}}&=\operatorname {arccsc}(x)\\\arctan {\frac {1}{x}}&={\frac {\pi }{2}}-\arctan(x)=\operatorname {arccot}(x),{\text{ om }}x>0\\\arctan {\frac {1}{x}}&=-{\frac {\pi }{2}}-\arctan(x)=-\pi +\operatorname {arccot}(x),{\text{ om }}x<0\\\operatorname {arccot} {\frac {1}{x}}&={\frac {\pi }{2}}-\operatorname {arccot}(x)=\arctan(x),{\text{ om }}x>0\\\operatorname {arccot} {\frac {1}{x}}&={\frac {3\pi }{2}}-\operatorname {arccot}(x)=\pi +\arctan(x),{\text{ om }}x<0\\\operatorname {arcsec} {\frac {1}{x}}&=\arccos(x)\\\operatorname {arccsc} {\frac {1}{x}}&=\arcsin(x)\\\end{aligned}}}

### Samband för två vinklar
{\displaystyle {\begin{aligned}\arcsin \alpha \pm \arcsin \beta &=\arcsin \left(\alpha {\sqrt {1-\beta ^{2}}}\pm \beta {\sqrt {1-\alpha ^{2}}}\right)\\\arccos \alpha \pm \arccos \beta &=\arccos \left(\alpha \beta \mp {\sqrt {(1-\alpha ^{2})(1-\beta ^{2})}}\right)\\\arctan \alpha \pm \arctan \beta &=\arctan \left({\frac {\alpha \pm \beta }{1\mp \alpha \beta }}\right)\end{aligned}}}